# Domagoj Bradarić
Pour les articles homonymes, voir Bradarić.
Domagoj Bradarić, né le 10 décembre 1999 à Split en Croatie, est un footballeur international croate qui évolue au poste d'arrière gauche à l'Hellas Verona.

## Biographie

### En club

#### Hajduk Split (2018-2019)
Natif de Split dans le comitat de Split-Dalmatie en Croatie, Domagoj Bradarić est formé par le club de sa ville natale, le Hajduk Split, qu'il rejoint en 2007. Le 15 septembre 2018, il joue son premier match en professionnel à l'occasion d'un match de championnat face au NK Rudeš. Il entre en jeu ce jour-là et son équipe s'impose sur le score de 3-1. Le 21 octobre 2018, il connaît sa première titularisation lors de la journée suivante face au NK Lokomotiva Zagreb (défaite 2-0).

#### Lille OSC (2019-2022)
Le 19 juillet 2019, Domagoj Bradarić s'engage en faveur du LOSC Lille, avec qui il signe un contrat de cinq ans, soit jusqu'en juin 2024. 
Le 11 août 2019, il joue son premier match sous ses nouvelles couleurs, lors de la première journée de la saison 2019-2020 de Ligue 1 face au FC Nantes. Il est titularisé au poste d'arrière gauche ce jour-là et son équipe s'impose par 2 buts à 1. Le 28 août 2019, Domagoj Bradarić délivre sa première passe décisive en donnant l'ouverture du score à Victor Osimhen lors de la victoire en championnat du LOSC face à l'AS Saint-Étienne (3-0). 
Avec le LOSC Lille il participe à la Ligue des champions. Le 17 septembre 2019, il joue son premier match dans cette compétition face à l'Ajax Amsterdam, contre qui son équipe s'incline lourdement par trois buts à zéro. Pour sa première saison au club Domagoj Bradarić s'impose comme un titulaire, ne souffrant pas de la concurrence de Reinildo Mandava au poste d'arrière gauche, où il est préféré, et apparaît à 24 reprises sous les couleurs lilloises.
Il marque son premier but en pro le 21 février 2021 sur la pelouse de Lorient (victoire de Lille 1-4).

#### US Salernitana (depuis 2022)
Le 15 juillet 2022, le LOSC annonce le départ de Domagoj Bradarić vers l'US Salernitana.
Bradarić joue son premier match pour l'US Salernitana le 20 août 2022, lors d'une rencontre de championnat face à l'Udinese Calcio. Il entre en jeu à la place d'Ivan Radovanović et les deux équipes se neutralisent (0-0 score final).

#### Hellas Vérone
Après deux saisons à l'US Salernitana, Domagoj Bradarić rejoint le Hellas Vérone le 30 août 2024, sous la forme d'un prêt d'une saison. Le club dispose d'une option d'achat, et Ajdin Hrustić fait le chemin inverse dans ce transfert.

### En sélection nationale
Le 15 novembre 2018, Domagoj Bradarić fête sa première sélection avec l'équipe de Croatie espoirs, lors d'un match amical face à la France. Il est titularisé au poste d'ailier gauche ce jour-là et les deux équipes se séparent sur un match nul (2-2).
Avec l'équipe de Croatie espoirs il participe au Championnat d'Europe espoirs en 2019, qui se déroule en Italie. Il prend part à deux matchs lors de ce tournoi où les Croates ne dépassent pas la phase de groupe.
Le 22 septembre 2020, il est appelé pour la première fois avec la sélection nationale croate. Le 7 octobre suivant, il est titulaire et honore sa première sélection lors du match amical face à la Suisse. Il se fait remarquer en délivrant une passe décisive pour Josip Brekalo et son équipe s'impose par deux buts à un.
Il est convoqué par Zlatko Dalić, le sélectionneur de l'équipe nationale de Croatie, dans la liste des 26 joueurs croates retenus pour participer à l'Euro 2020.

## Statistiques
| Saison                | Club                  | Championnat           | Championnat | Championnat | Championnat | Coupe nationale | Coupe nationale | Coupe nationale | Coupe de la Ligue | Coupe de la Ligue | Coupe de la Ligue | Supercoupe | Supercoupe | Supercoupe | Compétition(s) continentale(s) | Compétition(s) continentale(s) | Compétition(s) continentale(s) | Compétition(s) continentale(s) | Total | Total | Total |
| Saison                | Club                  | Division              | M.          | B.          | P.d.        | M.              | B.              | P.d.            | M.                | B.                | P.d.              | M.         | B.         | P.d.       | Comp.                          | M.                             | B.                             | P.d.                           | M.    | B.    | P.d.  |
| 2018-2019             | Hajduk Split          | Prva HNL              | 22          | 0           | 2           | 2               | 0               | 0               | -                 | -                 | -                 | -          | -          | -          | -                              | -                              | -                              | -                              | 24    | 0     | 2     |
| 2019-2020             | Hajduk Split          | Prva HNL              | -           | -           | -           | -               | -               | -               | -                 | -                 | -                 | -          | -          | -          | C3                             | 1                              | 0                              | 0                              | 1     | 0     | 0     |
| Sous-total            | Sous-total            | Sous-total            | 22          | 0           | 2           | 2               | 0               | 0               | -                 | -                 | -                 | -          | -          | -          | -                              | 1                              | 0                              | 0                              | 25    | 0     | 2     |
| 2019-2020             | LOSC Lille            | Ligue 1               | 18          | 0           | 2           | 1               | 0               | 0               | 2                 | 0                 | 1                 | -          | -          | -          | C1                             | 3                              | 0                              | 0                              | 24    | 0     | 3     |
| 2020-2021             | LOSC Lille            | Ligue 1               | 26          | 1           | 2           | 3               | 0               | 0               | -                 | -                 | -                 | -          | -          | -          | C3                             | 7                              | 0                              | 1                              | 36    | 1     | 3     |
| 2021-2022             | LOSC Lille            | Ligue 1               | 15          | 0           | 0           | -               | -               | -               | -                 | -                 | -                 | 1          | 0          | 0          | C1                             | 1                              | 0                              | 0                              | 17    | 0     | 0     |
| Sous-total            | Sous-total            | Sous-total            | 59          | 1           | 4           | 4               | 0               | 0               | 2                 | 0                 | 1                 | 1          | 0          | 0          | -                              | 11                             | 0                              | 1                              | 77    | 1     | 6     |
| 2022-2023             | US Salernitana        | Serie A               | 31          | 0           | 3           | -               | -               | -               | -                 | -                 | -                 | -          | -          | -          | -                              | -                              | -                              | -                              | 31    | 0     | 3     |
| 2023-2024             | US Salernitana        | Serie A               | 24          | 0           | 2           | 3               | 0               | 0               | -                 | -                 | -                 | -          | -          | -          | -                              | -                              | -                              | -                              | 27    | 0     | 2     |
| Sous-total            | Sous-total            | Sous-total            | 55          | 0           | 5           | 3               | 0               | 0               | 0                 | 0                 | 0                 | 0          | 0          | 0          | -                              | 0                              | 0                              | 0                              | 58    | 0     | 5     |
| Total sur la carrière | Total sur la carrière | Total sur la carrière | 136         | 1           | 11          | 7               | 0               | 0               | 2                 | 0                 | 1                 | 1          | 0          | 0          | -                              | 12                             | 0                              | 1                              | 158   | 1     | 13    |

## Palmarès
LOSC Lille
- Championnat de France
  - Vainqueur : 2021
- Trophée des champions
  - Vainqueur : 2021